# Děnis Glušakov
Děnis Borisovič Glušakov (rusky Денис Борисович Глушаков; * 27. ledna 1987, Millerovo, RSFSR, SSSR) je ruský fotbalový záložník a reprezentant, který hraje od roku 2020 za podmoskevský klub FK Chimki.

## Reprezentační kariéra
Nastupoval za ruskou reprezentaci do 21 let.
V A-mužstvu Ruska debutoval 29. 3. 2011 v přátelském utkání v Dauhá proti reprezentaci Kataru (remíza 1:1).
Zúčastnil se mistrovství Evropy 2012, pořádaného Polskem a Ukrajinou, a mistrovství světa 2014 v Brazílii.

### EURO 2012
Na mistrovství Evropy 2012 odehrál jeden ze tří zápasů ruského týmu v základní skupině A (poslední — proti Řecku, porážka 0:1). Rusko na postup do čtvrtfinále nedosáhlo.

### MS 2014
Italský trenér Ruska Fabio Capello jej vzal na Mistrovství světa 2014 v Brazílii. Rusko obsadilo se dvěma body nepostupové třetí místo v základní skupině H.

### EURO 2016
Trenér Leonid Sluckij jej zařadil do závěrečné 23členné nominace na EURO 2016 ve Francii, kde Rusko obsadilo se ziskem jediného bodu poslední čtvrté místo v základní skupině B. Glušakov odehrál na turnaji všechny tři zápasy svého týmu ve skupině B.